# McDonnell Douglas F/A-18 Hornet
El McDonnell Douglas (actualment Boeing) F/A-18 Hornet és un caça bombarder supersònic a reacció dissenyat per a operar com a avió embarcat des de portaavions. Té capacitat per operar de dia o de nit i amb meteorologia adversa en missions tant d'atac a terra com aire-aire (per això té la denominació F/A de Fighter i Attack en anglès).
Va ser dissenyat per McDonnell Douglas i Northrop que va aportar el seu prototip YF-17 com a base del nou F/A-18. El disseny començà a la dècada de 1970 segons les especificacions demanades per la Marina dels Estats Units d'Amèrica i els Cos de Marines. Posteriorment s'ha exportat a altres països com el Canadà, Espanya, Suïssa o Austràlia.

## Desenvolupament

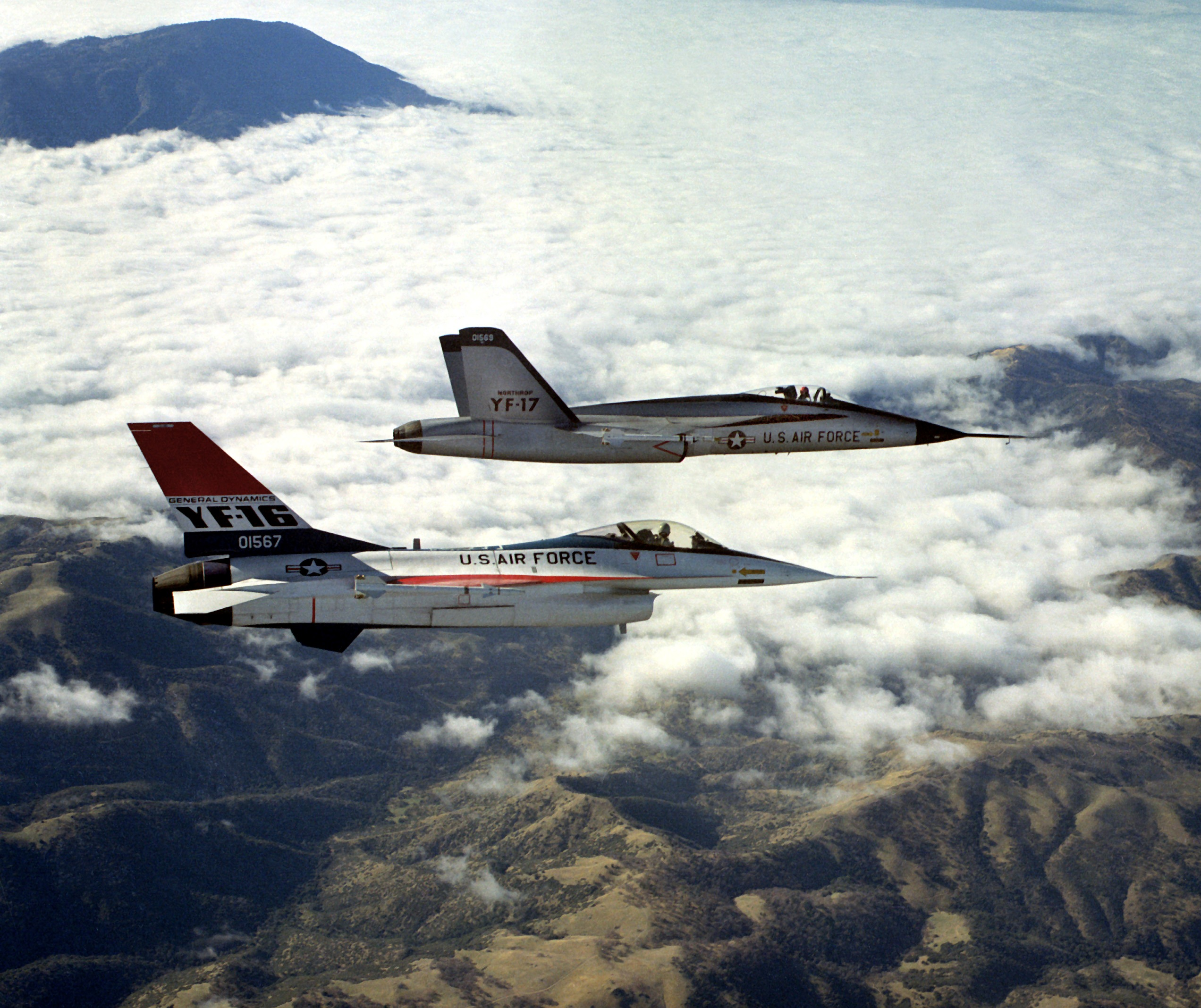
Els prototips YF-16 i YF-17 durant les proves de vol

La Marina dels Estats Units va començar el programa VFAX (Naval Fighter-Attack Experimental) per al desenvolupament d'un avió de combat polivalent per a substituir els Douglas A-4 Skyhawk, LTV A-7 Corsair II i McDonnell Douglas F-4 Phantom II; així com complementar els F-14 Tomcat.
El 1973 el secretari de defensa James R. Schlesinger va ordenar que la Marina dels Estats Units que avalués els dissenys YF-16 i Northrop YF-17. Aquests estaven en estudi per a una competició semblant dirigida per les Forces Aèries dels Estats Units. El 1975 van seleccionar una versió modificada de l'YF-17, esdevenint l'F-18A.

## Operadors
Austràlia

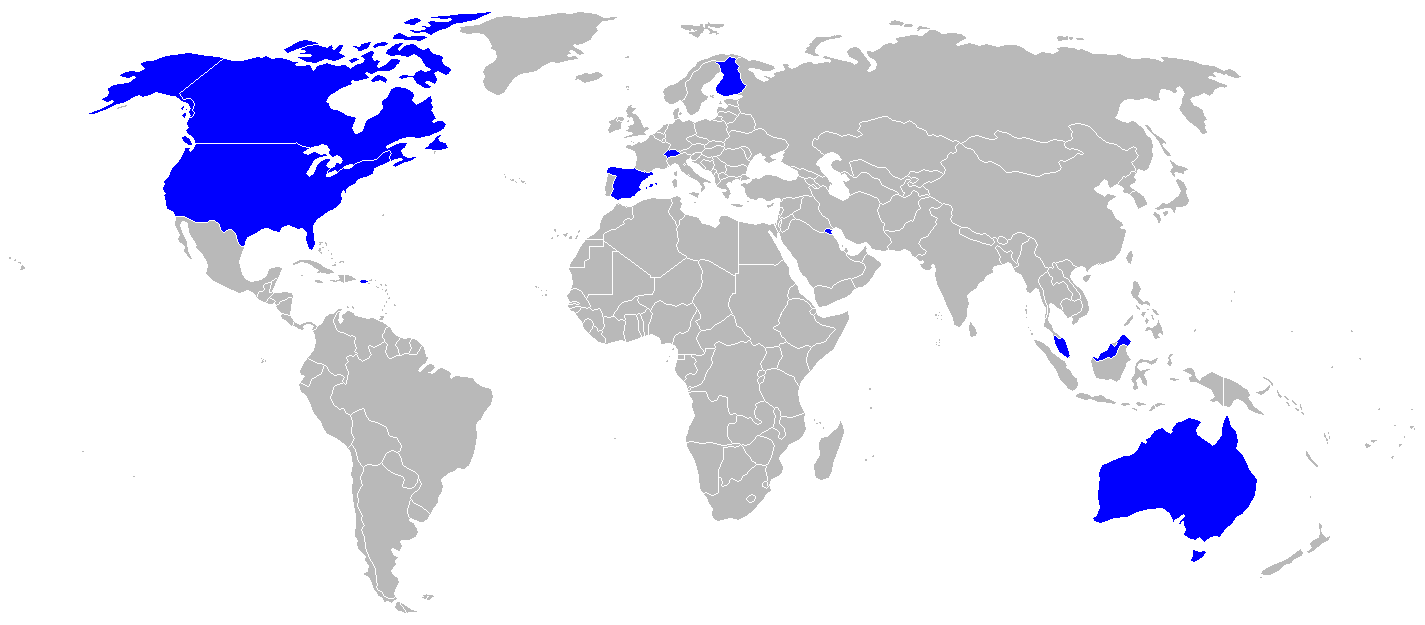
Països operadors de l'F/A-18 (en blau)

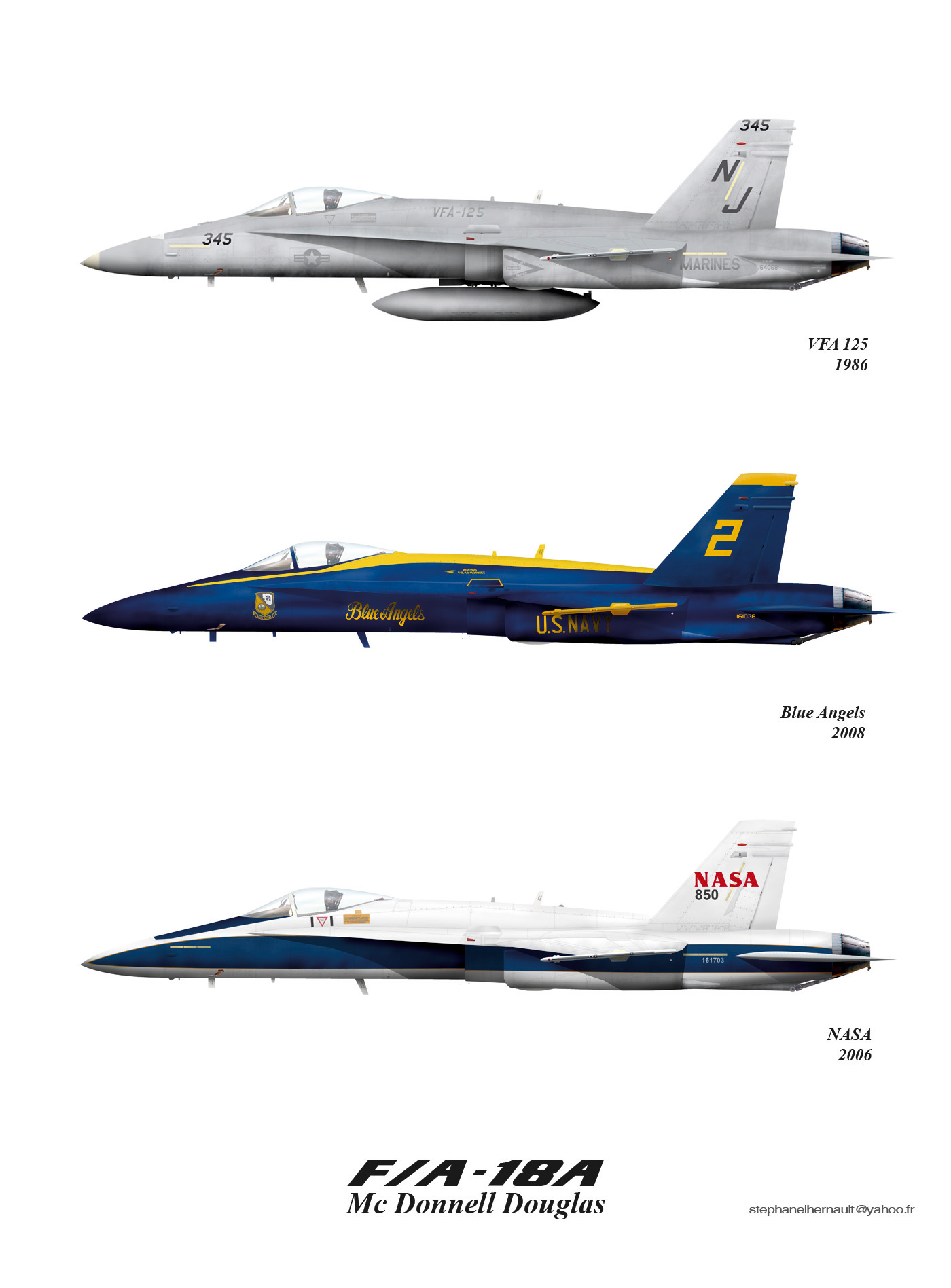
F/A-18A Hornet en diversos esquemes de color

- La Reial Força Aèria Australiana té 55 F/A-18A i 16 F/A-18Bs en operació el novembre de 2008.[4]

 Canadà
 Finlàndia
- La Força Aèria Finlandesa té 55 F-18C i 7 F-18D el novembre de 2008.[4]

 Kuwait
- La Força Aèria de Kuwait té 28 F/A-18C i 7 F/A-18D en operació el novembre de 2008.[4]

 Malàisia
- La Força Aèria Malaïsiana té 8 F/A-18D en operació el novembre de 2008.[4]

 Espanya
- La Força Aèria Espanyola disposa de diversos F/A-18 en els següents esquadrons:
  - Ala de Caza 15 Zaragoza AB, amb 30 A+ i 6 B+ compartits entre els esquadrons 151, 152 i 153.
  - Ala de Caza 12, Torrejón AB (esquadrons 121 i 122) amb 30 A+ i 6 B+.
  - Ala 46, Gando AB (Illes Canàries), amb 22 F/A-18 (anteriorment de la Marina nord-americana).[5]

 Suïssa
- La Força Aèria Suïssa té 26 F/A-18C i 7 F/A-18D en ús el novembre de 2008.[4] Als esquadrons:
  - Fliegerstaffel 11[6]
  - Fliegerstaffel 17[6]
  - Fliegerstaffel 18[6]

 Estats Units
- La Marina dels Estats Units[7][8] té 409 F/A-18A/B/C/D Hornets en operació a finals del 2008.[4]
- El Cos de Marines dels Estats Units[9] tenia 238 F/A-18A/B/C/D Hornets en servei a finals del 2008.[4]

- El Centre Dryden de Recerca del Vol de la NASA opera amb 4 F/A-18.[10]

## Especificacions (F/A-18C/D)
Dades obtingudes de:
Característiques generals:

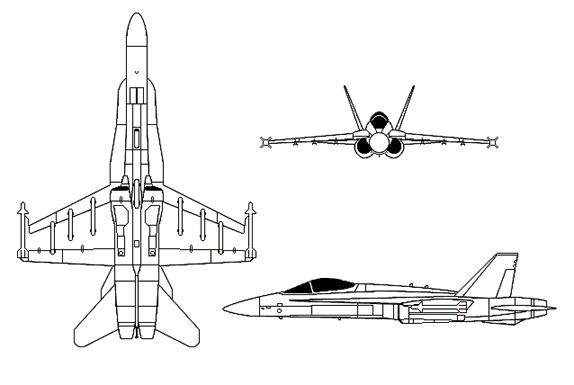
Diagrama de l'F/A-18 Hornet

- Tripulació: F/A-18C: 1, F/A-18D: 2 (pilot i oficial del sistema d'armament)
- Llargària: 17,1 m
- Envergadura: 12,3 m
- Altura: 4,7 m
- Superfície alar: 38 m²
- Pes buit: 10.400 kg
- Pes carregat: 16.770 kg
- Pes màxim a l'enlairament: 23.500 kg
- Planta motriu: 2× turboventilador General Electric F404-GE-402

Empenyiment normal: 48,9 kN (11.000 lbf) d'empenyiment cadascun.
Empenyiment amb postcremador: 79,2 kN (17.750 lbf) d'empenyiment.
Rendiment:
- Velocitat màxima operativa: Mach 1,8 (1.915 km/h) a 12.190 m d'altitud.
- Radi de combat: 740 km (400 milles nàutiques) en una de patrulla aire-aire.
- Abast en creuer: 3.330 km (1.80O mn) amb tancs de combustible suplementaris.
- Sostre de servei: 15.240 m (50.000 peus)
- Grimpada: 254 m/s (50.000 peus/min)
- Càrrega alar: 454 kg/m²
- Empenta/pes: 0,96

Aviònica:
- Radar Hughes APG-73
- Sistema de navegació inercial
- GPS
- Dos ordinadors de missió
- HUD
- Pantalles multifunció

Armament:

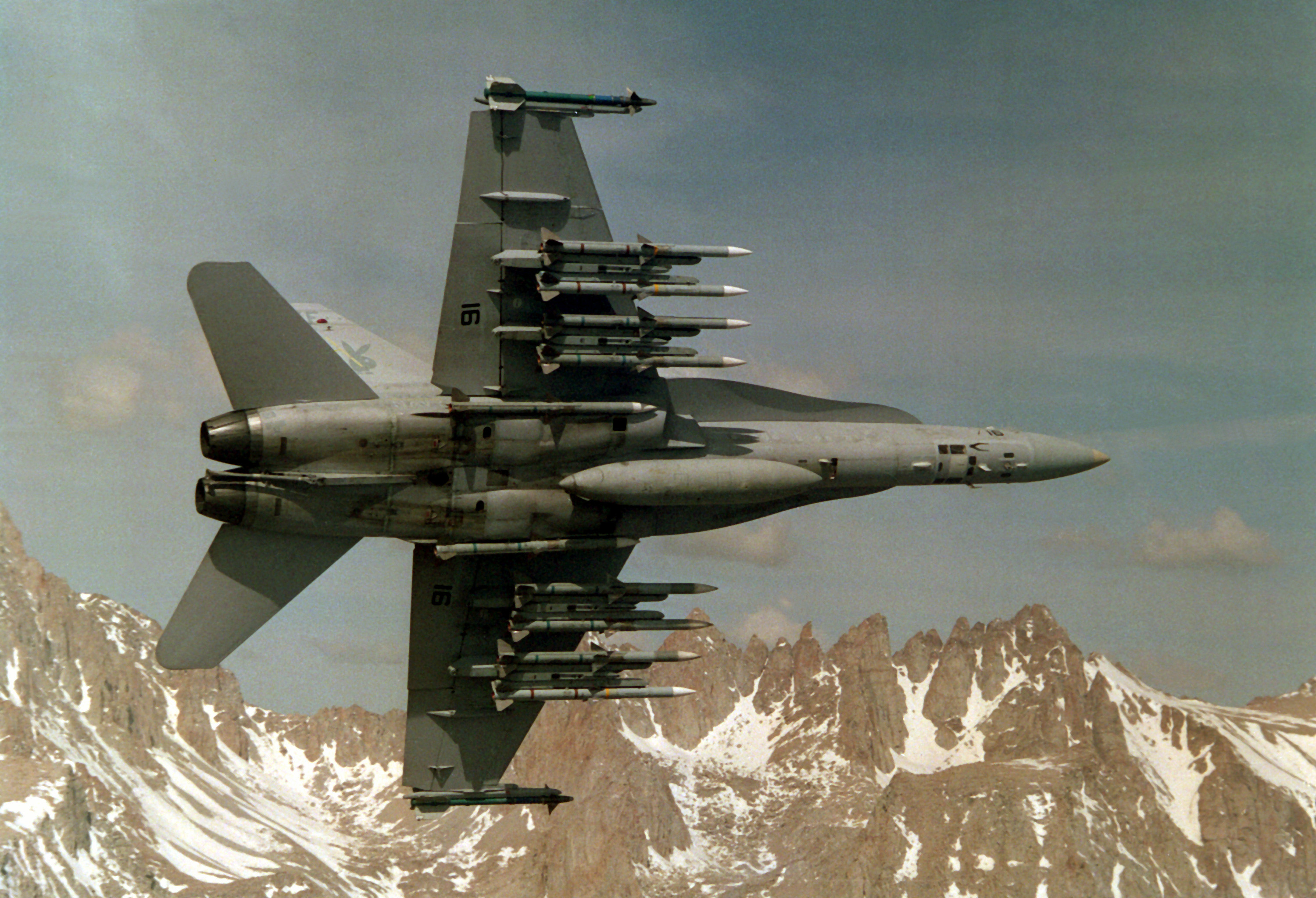
Utilitzant llançadors múltiples amb una gran càrrega de míssil aire-aire: 10 AIM-120 AMRAAM i 2 AIM-9 Sidewinder.

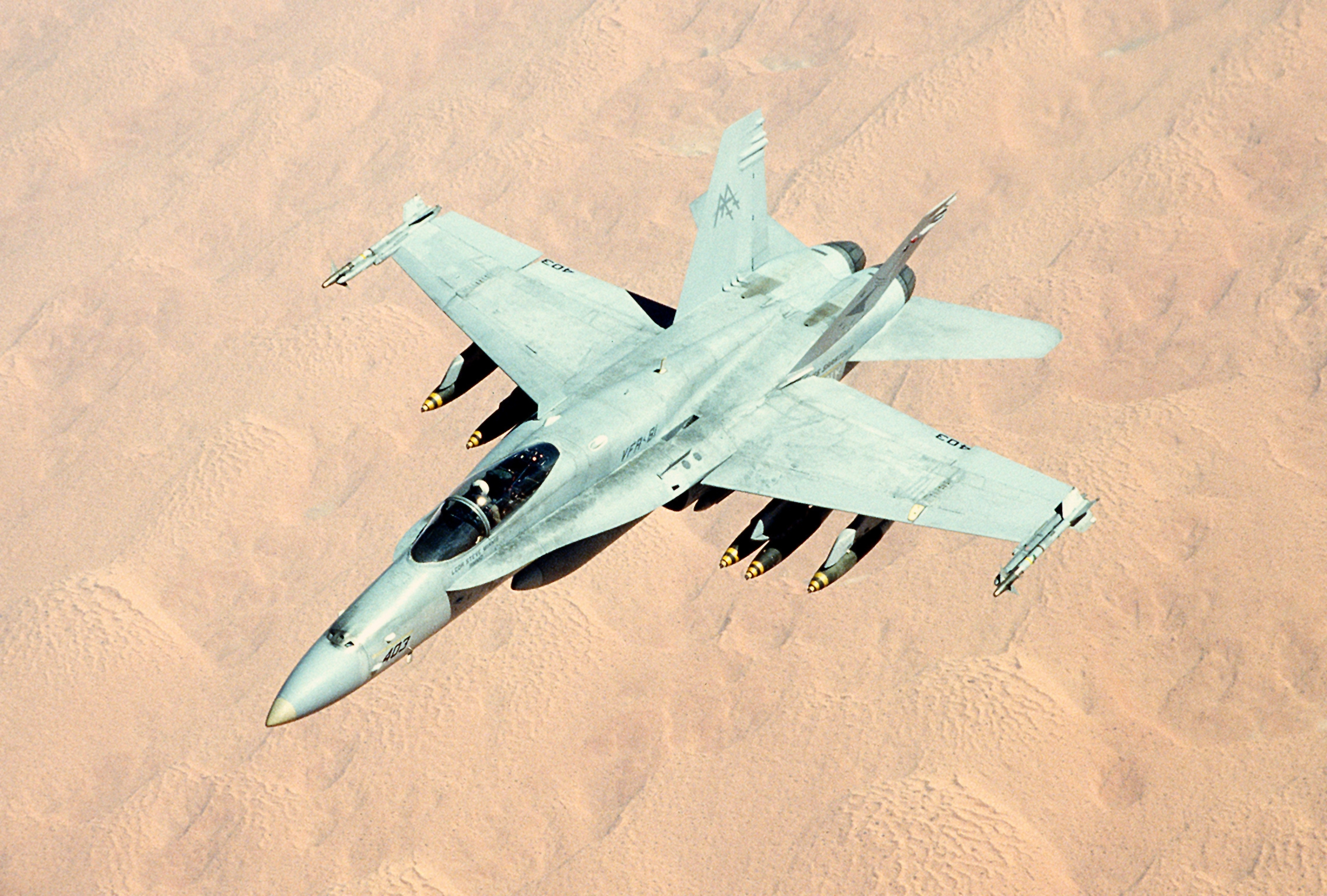
F/A-18C amb una càrrega de bombes convencionals durant la Guerra del Golf, 1991.

- Armes de projectils: 1× canó automàtic tipus Gatling M61A1 Vulcan de 20 mm amb 578 projectils.
- 9 punts d'ancoratge amb una capacitat total de 6.215 kg.

2 raïls d'extrems alars
4 punts forts subalars
3 punts forts sota el buc
- Pot portar una gran gamma d'armament convencional (bombes i coets) i guiat (míssils aire-aire o aire-terra, bombes guiades per làser, etc.). A més pot portar contenidors amb contramesures (de radar i infraroigs) o il·luminadors/designadors làser per marcar objectius. A fi d'augmentar el seu abast també pot portar fins a 3 tancs de combustible externs.